# Témpano (telenovela)
Témpano es una telenovela chilena creada por Pablo Illanes y transmitida por Televisión Nacional de Chile desde el 7 de marzo hasta el 8 de septiembre de 2011. La historia trata sobre los crímenes que ocurren en un barco turístico situado en extremo sur de Chile.
Protagonizada por María Gracia Omegna, Diego Muñoz y Francisco Melo. Con Ignacia Baeza y Alejandra Fosalba en los roles antagónicos. Acompañados por Delfina Guzmán, Luis Alarcón, María Izquierdo, Ximena Rivas, Pablo Cerda, Nicolás Brown, Carolina Varleta, Álvaro Gómez, Luciana Echeverría, Carolina Arredondo, Emilio Edwards, Andrés Reyes, entre otros.

## Argumento
La prestigiosa y adinerada familia Grau es dueña de la flota Témpano, una empresa dedicada al turismo naviero. Todo empieza cuando toda la familia se reúne en el barco para celebrar las bodas de oro del patriarca de la familia, don Francisco "Pancho" Grau con su esposa, doña María Luz "Malú" Cordero. En medio de la celebración, aparece Amparo Benavente, hija de Susana Norambuena, una empleada de la familia Grau que fue humillada años atrás por Lorenzo, Antonio, Damián, Catalina, Mónica, Rocco y Teresa, los nietos de Pancho y Malú, dejándola en un trágico accidente.
Amparo ha regresado con la intención de vengarse de quienes le hicieron daño y a demostrar que la familia Grau no es tan perfecta como aparenta. Sin embargo, con el regreso de Amparo también llega una oleada de crímenes de los que todos (tripulación, pasajeros e incluso los miembros de la familia) empiezan a ser sospechosos. Ante esto, una pareja de detectives, Nicolás Duarte y Javier Ibarra, se infiltran a bordo para investigar estos trágicos hechos, mientras el misterioso asesino se prepara para seguir matando.

## Reparto
- María Gracia Omegna como Amparo Benavente[6]
- Diego Muñoz como Nicolás Duarte
- Francisco Melo como Álvaro Grau[7]
- Alejandra Fosalba como Susana Norambuena[8]
- María Izquierdo como Loreto Alcántara[9]
- Delfina Guzmán como María Luz Cordero
- Luis Alarcón como Francisco Grau
- Ximena Rivas como Isabel Grau[10]
- Nicolás Brown como Antonio Truman
- Ignacia Baeza como Catalina Grau
- Pablo Cerda como Javier Ibarra
- Carolina Varleta como Mónica Truman
- Álvaro Gómez como Luciano Estévez
- Luciana Echeverría como Teresa Truman
- Carolina Arredondo como Lissette Gutiérrez
- Emilio Edwards como Damián Truman
- Andrés Reyes como Ricardo Grau
- Francisco Puelles como Silvio Ramírez
- Catalina Aguayo como Sandra Martínez
- Matías Oviedo como Lorenzo Grau[11]

## Producción
Témpano fue creada por Pablo Illanes, quien anteriormente creó telenovelas de suspenso para TVN como Alguien te mira (2007) y ¿Dónde está Elisa? (2009). Para ello, se inspiró en personajes de varias películas como Instinto básico, El padrino y Arma mortal. Las grabaciones comenzaron el 20 de diciembre de 2010, con locaciones en la Región Metropolitana y la Región de Magallanes.
La telenovela tiene como escenario principal un crucero transitando por los campos de hielo sur. Para ello se usó el naviero Skorpios III, que en la historia es renombrado como «Témpano IV».

## Recepción
Témpano debutó el 7 de marzo de 2011, liderando con una audiencia de 19 puntos de rating. Durante el resto de sus emisiones mantuvo en el primer lugar de audiencias superando en espectadores a la telenovela Vampiras de Chilevisión y el programa ¿Quién quiere ser millonario?: alta tensión de Canal 13, que eran emitidos en paralelo. Finalmente terminó el 8 de septiembre de ese mismo año, con una audiencia de 20,4 puntos de rating. En el mismo horario, Chilevisión obtuvo el segundo lugar con 12,6 puntos, seguido de Canal 13 con 9,7 puntos.
Una de las escenas más criticadas de la telenovela ocurre al final de primer episodio, cuando se utilizan efectos especiales para simular una explosión en un bote. Tras el término del rodaje de Témpano,  María Izquierdo, María Gracia Omegna y Nicolás Brown desaprobaron sus roles y criticaron fuertemente el guion de Pablo Illanes. Tras su mala experiencia, Izquierdo no volvió a incursionar en el género televisivo.

## Banda sonora
- «Impeding» por Debbie Wiseman.
- «Danger Sings» por Todd Haberman.
- «Live the Dream» por Graham Peskett.
- «Bombardment» por Christian Davis.
- «Live the dream» por Graham Peskett.
- «Clandestine» por John Murphy.
- «Into the black hole» por Daniel Law Heath.
- «Cumulus convection» por Adam Burns.
- «Vengeance» por Ian Livingstone.
- «Wide awake» por Daniel Law Heath.